# Medicago brachycarpa
Medicago brachycarpa är en ärtväxtart som beskrevs av Friedrich August Marschall von Bieberstein. Medicago brachycarpa ingår i släktet luserner, och familjen ärtväxter. Inga underarter finns listade i Catalogue of Life.